# 朱琳 (政治家)
朱 琳（しゅ りん、1933年11月7日 - ）は、中華人民共和国の政治家。元中国国務院の李鵬総理の妻。

## 経歴
1933年11月7日、上海市で生まれる。重慶市兼善中学、重慶市巴蜀中学校を経て、1950年代、ハルビン外国語学院（現在の黒竜江大学）を卒業。大学卒業後、国立がん吉林市化工場に勤務する。以後、華北電力局外事処負責人、広東大亜湾原子力発電所駐北京弁事処主任、国務院特区弁公室研究室主任、中国関心下一代工作委員会副主任、中国婦女発展基金会副会長、中国関心下一代工作委員会専家委員会名誉主任を歴任した。

## 家族
1958年7月10日には豊滿発電場の李鵬と結婚。
- 父：朱己訓
- 夫：李鵬
- 長男：李小鵬
- 長女：李小琳
- 次男：李小勇